# حادث طائرة القوات الجوية النرويجية 2012
حادث طائرة القوات الجوية النرويجية 2012 تضمن طائرة نقل عسكرية من نوع لوكهيد مارتن سي-130 جيه سوبر هركيوليز تابعة للقوات الجوية الملكية النرويجية (بالنرويجية: Luftforsvaret‏) اصطدمت وتحطمت في الجزء الغربي من جبل كيبنيكايسي (أعلى جبل في السويد) في 15 مارس عام 2012. الطائرة اختفت من مجال الرادار فوق منطقة الجبل بالقرب من كيرونا في السويد، جميع ركاب الطائرة البالغ عددهم خمسة قتلو في الحادث، التحقيق جار إلى الآن.

## الطائرة
الطائرة المنكوبة من طراز لوكهيد مارتن سي-130 جيه سوبر هركيوليز تحمل رقم تسجيل 5630 (الرقم التسلسلي في القوات الجوية الأمريكية: 10-5630 c/n: 382-5630) وهي طائرة نقل عسكرية مع أربعة محركات مروحة عنفية (بالإنجليزية: Turboprop)‏ كانت الأخيرة من أصل أربعة طائرات من نفس الطراز طلبها الجيش الملكي النرويجي ما بين عام 2008 و2010 وكانت تسمى سيف (Siv).

## الجدول الزمني للحادث
يوم الخميس الموافق 15 مارس 2012:
- 13:40 الطائرة المنكوبة تنطلق من ايفينز شمال النرويج متجهة إلى كيرونا، السويد.
- 14:43 الطائرة تتصل مع الراديو.
- 14:5x برج المراقبة في مطار كيرونا يتصل بنجاح مع الراديو الخاص بالطائرة المنكوبة قبل وقت قصير من غياب الطائرة عن مجال الرادار الخاص بالمطار، الوقت الدقيق والتفاصيل وحوار المحادثة لم ينشر بعد.[3]
- 14:56 أخر رؤية للطائرة المنكوبة على الرادار على علو 7200 قدم / 2194 متر وتبعد 75 كيلومتر عن شرق جبل كيبنيكايسي البالغ ارتفاعه 6950 قدم / 2106 متر.[4]

## الضحايا
المجموع هو خمسة أشخاص (أربعة من الطاقم وراكب واحد) كانوا على متن الطائرة وقت تحطمها، جميعهم ضباط في القوات الجوية الملكية النرويجية والأكثر خبرة في الجيش الملكي النرويجي، وفقاً لرئيس الأركان القوات المسلحة النرويجية تم نشر أسماء المفقودين في 16 مارس 2012.